# Sebastien De Chaunac
Sebastien de Chaunac (n. el 7 de octubre de 1977 en Aix-en-Provence) es un exjugador profesional de tenis francés. Jugó mayormente Torneos Challenger, ganando un torneo en individuales y dos en dobles.

## Carrera

### 2009
Entró a las calificatorias del Abierto de Australia de 2009 en el puesto 252 del escalafón. Venció a Gary Lugassy (6–4, 6–3), Alex Bogdanović (6–3, 6–2) y a Santiago Ventura Bertomeu (6–4, 6–1) para entrar al cuadro principal por segunda vez en su carrera (la anterior había sido en el 2004). En la primera rueda venció a Steve Darcis en un partido a cinco sets 2–6, 6–3, 0–6, 6–2, 6–2. En segunda ronda cayó ante el cabeza de serie N.º 9 y N.º 10 del escalafón  James Blake en tres sets corridos por 6–3, 6–2, 6–3.
Luego calificó para el Torneo de Johannesburgo. En la primera rueda venció al español Marcel Granollers 7–5, 7–6(3), luego al invitado local Izak van der Merwe por 6–7(3), 7–5, 7–6(5) para alcanzar los curatos de final en un torneo de la ATP por primera vez desde febrero de 2005 (lo cual sucedió en el Torneo de Marsella.) En esta ronda fue vencido por su compatriota y eventual finalista Jérémy Chardy por 7–6(4), 6–3.
Esta derrota marcó el inicio de un periodo de lucha para de Chaunac, fallando en calificar para los torneos de Marsella y de Indian Wells, al mismo tiempo que sufría derrotas en primeras rondas de torneos Challenger. Este periodo se vio únicamente resaltado por una semifinal en el torneo de Jersey en marzo y una final en el torneo Futuro de Newcastle en mayo. La siguiente semana entró a las calificatorias de Roland Garros, despachando a Grega Žemlja (3–6, 7–5, 7–5) y Pablo Santos (6–7(1), 6–2, 6–2), cayendo luego ante Daniel Brands 7–6(5), 6–7(3), 10–8. Fue igualmente desafortunado para clasificar Wimbledon, perdiendo con Alejandro Falla por 6–4, 6–4, 6–4 en la última ronda clasificatoria.
Luego de ello se recuperó, clasificando para el Torneo de Indianápolis, cayendo en primera ronda ante Robby Ginepri por 7–5, 5–7, 6–2. Dos semanas más tarde clasificó para el campeonato de Washington al vencer a Brendan Evans 4–6, 7–6(3), 7–6(4). Ganó a Denis Istomin 6–4, 7–6(7) en la primera ronda y en segunda al cabeza de serie N.º 14  Dmitry Tursunov 3–6, 7–6(3), 7–5, (el jugado major clasificado al cual haya vencido). Desafortunadamente su carrera en el torneo fue cortada por John Isner, quien lo venció por 6–2, 6–4. Como resultado de ello alcanzó el major puesto en el escalafón de su carrera, al estar entre los mejores 150 del mundo por primera vez. A pesar de ello no pudo clasificar al Abierto de los Estados Unidos de dicho año, cayendo frente a Marsel İlhan 7–6(4), 7–6(6) en la segunda ronda clasificatoria.
Pocas semanas después logró clasificar a otro Torneo de la ATP en Torneo de Metz, al vencer a Alex Bogdanović 6–1, 1–6, 7–6(7). En la primera ronda enfrentó a Ivan Ljubičić perdiendo finalmente por 4–6, 6–1, 7–6(1). Su esfuerzo se vio recompensado alcanzando el puesto N.º 140 del escalafón.

## Vida personal
Es hijo del excorredor de autos Hugues de Chaunac. Está casado y tiene un hijo.

## Títulos de individuales

### Triunfos (5)
| Leyenda (Individuales) |
| Grand Slam (0)         |
| Tennis Masters Cup (0) |
| ATP Masters Series (0) |
| ATP Tour (0)           |
| Challengers (1)        |
| Futures (4)            |

| No. | Fecha                | Torneo                   | Superficie    | Oponente en la final | Marcador  |
| 1.  | 5 de mayo de 1999    | Esslingen, Alemania      | Tierra batida | Martin Spottl        | 7–6, 6–2  |
| 2.  | 10 de julio de 2000  | Bourg-en-Bresse, Francia | Tierra batida | Emanuel Couto        | 7–5, 6–2  |
| 3.  | 17 de enero de 2000  | Aix-en-Provence, Francia | Tierra batida | Slimane Saoudi       | 7–64, 6–3 |
| 4.  | 8 de mayo de 2001    | Newcastle, Reino Unido   | Tierra batida | Jarkko Nieminen      | 6–4, 6–2  |
| 5.  | 2 de febrero de 2004 | Dallas, Estados Unidos   | Dura          | Amer Delic           | 6–4, 7–63 |

### Finalista (9)
- Hatfield,  Reino Unido (pierde con Jean-René Lisnard 7–6, 1–6, 6–0)
- Bronx, Estados Unidos (pierde con Alexander Popp  6–7, 7–6, 6–0)
- Brasilia, Brasil (pierde con Sebastián Prieto 6–4, 4–6, 7–6)
- San Antonio, Estados Unidos (pierde con Dmitry Tursunov 6–2, 6–7, 6–4
- Nevers, Francia (pierde con Jean-Michel Pequery  6–4, 6–4)
- Lille, Francia (pierde con Jo-Wilfried Tsonga 7–5, 7–5)
- Nußloch, Alemania (pierde con Karol Beck 6–4, 6–4)
- Angers, Francia (pierde con Alexandre Sidorenko  6–7, 6–2, 7–6)
- Newcastle, Reino Unido (pierde con David Guez 6–3, 3–6, 6–0)

## Títulos en dobles

### Triunfos  (3)
| Leyenda (Dobles)       |
| Grand Slam (0)         |
| Tennis Masters Cup (0) |
| ATP Masters Series (0) |
| ATP Tour (0)           |
| Challengers (2)        |
| Futures (1)            |

| No. | Fecha                    | Torneo                     | Superficie    | Pareja           | Oponentes en la final         | Marcador        |
| 1.  | 10 de abril de 2000      | Saint-Brieuc, Francia      | Tierra batida | Olivier Patience | Maxime Boye Jérôme Hanquez    | w/o             |
| 2.  | 15 de septiembre de 2003 | Mandeville, Estados Unidos | Dura          | Zack Fleishman   | Benedikt Dorsch Matija Zgaga  | 36–7, 7–62, 6–3 |
| 3.  | 24 de enero de 2005      | Heilbronn, Alemania        | Carpeta       | Michal Mertiňák  | Gilles Elseneer Gilles Müller | 6–2, 3–6, 6–3   |

### Finalista  (1)
Hatfield, Reino Unido (Junto a Olivier Mutis pierden contra Simon Dickson y Danny Sapsford 7–5, 6–0)